# والنتینیانیسم
والنتینیانیسم (انگلیسی: Valentinianism) یکی از اصلی‌ترین جنبش‌های مسیحی گنوسیسم بود. توسط والنتینوس در قرن دوم پس از میلاد مسیحیت در دوره قبل از نیقیه) تأسیس شد، نفوذ آن نه تنها در داخل تاریخ شهر رم بلکه از شمال غرب آفریقا تا مصر تا آسیای صغیر و نیز سوریه در شرق استان‌های روم به‌طور گسترده گسترش یافت.